# Renzo Novatore
Renzo Novatore es el seudónimo de Abele Rizieri Ferrari (Arcola, Italia, 12 de mayo de 1890-Génova, Italia, 29 de noviembre de 1922), un anarquista individualista de tendencia ilegalista italiano. Es conocido por su escrito Hacia la nada creadora (Verso il nulla creatore). Su pensamiento está influenciado por Max Stirner, Friedrich Nietzsche, Georges Palante, Oscar Wilde, Henrik Ibsen, Arthur Schopenhauer y Charles Baudelaire.

## Vida
Abele Ricieri Ferrari nació en Arcola, Liguria, Italia el 12 de mayo de 1890 en una familia campesina pobre. Nunca se ajustó a la disciplina escolar y abandonó la escuela en su primer año, nunca regresando después de eso. Mientras trabajaba en la tierra de su padre, él se autoeducó con énfasis en poesía y filosofía. En su pueblo estaba rodeado por una vibrante escena anarquista a la cual comenzó a acercarse.
Descubrió a Errico Malatesta, Kropotkin, Ibsen, Nietzsche, a quien Novatore citaba extensivamente y especialmente a Max Stirner. Desde 1908 abrazó el anarquismo individualista. En 1910, se le imputó el quemar una iglesia local y pasó 3 meses en prisión, pero su participación en el fuego nunca se comprobó. Un año después, fue a la clandestinidad por algunos meses porque la policía lo buscaba por robo. El 30 de septiembre de 1911, la policía lo arrestó por vandalismo. Él justificaba el rechazo del trabajo y de acuerdo con su filosofía de vida, el asumía la expropiación individual para lo que necesitaba y el uso de la fuerza no era un problema para él.
En 1914 comenzó a escribir para periódicos anarquistas. Fue llamado a cumplir el servicio militar obligatorio en 1912 pero fue rechazado por causas desconocidas. Cuando la Primera Guerra Mundial estalló, desertó de su regimiento el 26 de abril de 1918 y fue sentenciado a muerte por un tribunal militar por deserción y traición el 31 de octubre del mismo año.
Novatore estaba casado y tenía 2 hijos en ese tiempo. En los últimos meses de 1918, su hijo más joven murió, y Novatore regresó a su casa arriesgándose al arresto para darle a su hijo su último adiós.
Estaba envuelto en un colectivo anarco-futurista en La Spezia el cual lideraba junto con Auro d'Arcola para actuar en el grupo antifascista militante Arditi del Popolo. Era amigo cercano de Enzo Martucci y Bruno Filippi. Novatore escribió para periódicos anarquistas como Cronaca Libertaria, Il Libertario, Iconoclastal, Gli Scamiciati, Nichilismo y Pagine Libere en donde debatía con otros anarquistas como Camillo Berneri. Publicó una revista titulada Vértice.
En mayo de 1919 la ciudad de La Spezia cayó bajo control del autoproclamado Comité Revolucionario y peleó junto a él. El 30 de junio del mismo año, Novatore se escondió en un refugio en el campo cerca de la ciudad de Sarzana. Un campesino informó a la policía de su presencia y Novatore fue sentenciado a diez años de prisión, pero salió en libertad en una amnistía general pocos meses después. A principios de 1920, Italia estaba a punto de ser tomada por el fascismo. Decidió regresar a la clandestinidad y en 1922 se unió a una pandilla de ladrones liderada por el anarquista Sante Pollastro.
Fue asesinado por carabinieri en Teglia, cerca de Génova, el 29 de noviembre de 1922 mientras andaba con Pollastro, pero Pollastro logró escapar. En el cuerpo sin vida de Novatore, la policía encontró algunos documentos falsos, una pistola, algunas balas, una granada de mano y un anillo con un contenedor secreto con una dosis letal de cianuro.

## El anarquismo individualista de Novatore
Novatore hablaba de la heroica belleza de el anticolectivista y creador yo que esta más allá de los modales y moral tanto de la burguesía como del proletariado. Decía que su situación era una de vivir en el reino de los fantasmas usando el lenguaje de Stirner. Con este título de uno de sus ensayos quería hacer alusión al conformismo social que sentía a su alrededor y decía que:

El mundo es una iglesia petulante codiciosa y limosa donde todos tienen un ídolo para adorar fetichísticamente y un altar al cual sacrificase a uno mismo."

En tanto la sociedad actual dijo:

Progreso y civilización, Religión y el Ideal , ha cerrado a la vida en un círculo mortal en donde los fantasmas más austeros han erigido su reino viscoso. Es tiempo de acabarlos! Debemos romper el círculo violentamente y salir.

Como salida a esta situación dijo:

La revolución es el fuego de nuestra voluntad y la necesidad de nuestras mentes solitaria; es una obligación de la aristocracia libertaria: crear nuevos valores éticos, crear nuevos valores estéticos, hacer común la riqueza materia e individualizar la riqueza espiritual. Esto debido a que nosotros — violentos celebradores y sentimentalistas pasionales — al mismo tiempo comprendemos y sabemos que la revolución es una necesidad de la tristeza silenciosa que sufre en la base y una necesidad de los espíritus libres que sufren en en las cumbres.

Resume las tres opciones en la vida como

la corriente de la esclavitud, la corriente de la tiranía, la corriente de la libertad! Con la revolución, la última de estas corrientes necesita explotar en las otras y agobiarlas. Necesita crear belleza espiritual, enseñar a los pobres la vergüenza de su pobreza, y a los ricos la vergüenza de su riqueza.

Manifiesta que Sólo la riqueza ética y espiritual son invulnerables. Es esa la verdadera propiedad de los individuos. ¡El resto no! ¡El resto es vulnerable! Y todo lo que es vulnerable será violado!
Novatore llama a aquellos semejantes como anarquistas. E individualistas, y nihilistas, y aristócratas y los amantes de todo milagro, los promotores de todo prodigio, los creadores de toda maravilla!; los enemigos de toda dominación material y toda equiparación espiritual. Se adhiere al nihilismo pero niega el nihilismo cristiano porque piensa que niega la vida. Dice más bien En tanto la única gente seria son aquellos que saben cuando es el momento de reír, y en cuanto a los individualistas deberían ir ¡Adelante hacia la destrucción de la mentira y los fantasmas! ¡Adelante para la completa conquista de la individualidad y de la vida!"

## Influencia
El famoso anarquista italo-argentino Severino Di Giovanni dedica un poema a Novatore poco después de conocer sobre su muerte. Posteriormente Di Giovanni establecerá el Grupo Anarco-individualista Renzo Novatore el cual entra dentro de la Alianza Antifascista Italiana en Argentina.
Renzo Novatore ha recibido atención recientemente en la tendencia conocida como anarquía posizquierda como puede ser visto en los escritos de Wolfi Landstreicher. En su introducción a Hacia la nada Creativa de Renzo Novatore, Landstreicher escribe que:

Es difícil encontrar escritos anarquistas en Inglés que sean al mismo tiempo individualistas y explícitamente revolucionarios, que enfaticen la centralidad de el objetivo de la autodeterminación individual a una revolución que haría común la riqueza material y que individualizaría la riqueza espiritual. Por esto y otras razones he decidido traducir Hacia la nada creativa de Renzo Novatore y publicar algunos de sus escritos más pequeños.".

En un artículo llamado ¿Hacia dónde ahora? algunos pensamientos sobre el crear la anarquía Wolfi Landstreicher, escribiendo como Feral Faun, dice:

Entonces dejaremos de solamente estar en los márgenes de la sociedad y cada uno, como individuos salvajes y únicos, nos convertiremos en el centro de un proyecto insurreccional que podría destruir la civilización y crear un mundo en el cual vivamos, nos relacionamos y creemos libremente en tanto nuestros únicos deseos nos muevan. Nos convertiremos-citando a Renzo Novatore otra ves-una sombra que eclipse cualquier forma de sociedad que pueda existir bajo el sol"